# Mazarin (musikalbum)
Mazarin släpptes den 16 juni 2003 och är ett studioalbum av Per Gessle, som på albumlistorna toppade i Sverige och placerade sig på sjätte plats i Norge. 
Det var hans första nyinspelade soloalbum på svenska sedan Scener 1985. Albumet spelades in i Aerosol Grey Machine Studio i Vallarum i Skåne mellan december 2002 och februari 2003.
Albumet följdes också av "Mazarin sommarturné 2003".
Albumet vann Rockbjörnen i kategorin "Årets svenska album".

## Låtlista
1. Vilket håll du än går - 3.18
2. Om du bara vill - 3.47
3. På promenad genom stan - 3.21
4. Smakar på ett regn - 3.27
5. Gungar - 3.37
6. Födelsedag - 3.13
7. Sakta mina steg - 2.35
8. Tycker om när du tar på mej - 3.27
9. Spegelboll - 3.31
10. För bra för att vara sant - 3.29
11. Här kommer alla känslorna (på en och samma gång) - 2.43
12. Jag tror du bär en stor hemlighet - 3.59
13. Varmt igen - 4.21
14. Mazarin (instrumental) - 3.23

En begränsad utgåva på cirka 9 000 inkluderar en DVD med dokumentären "Ta en kaka till".

## Medverkande
- Per Gessle - sång, klockspel, triangel, keyboard, bas, gitarr, tamburin, piano, låtskrivare, producent
- Clarence Öfwerman - synthesizer, orgel, piano, flygel, producent
- Jens Jansson - trummor
- Christoffer Lundquist - gitarr, producent
- Helena Josefsson - sång
- Mats Persson - gitarr
- Marie Fredriksson - sång (på låt 3)
- Anders Herrlin - syntprogrammering (på låt 4, 6, 9, 13)[3]

## Listplaceringar
| Lista (2003-2005) | Position |
| ----------------- | -------- |
| Norge             | 6        |
| Sverige           | 1        |